# Benjamín Teplizky
Benjamín Teplizky Lijavetzky (Santiago, 12 de noviembre de 1932-ibídem, 3 de agosto de 1997) fue un abogado, periodista, académico y político radical chileno de origen judío.
Exiliado por el dictador Augusto Pinochet, ocupó diversos cargos tanto en la etapa previa al golpe de Estado de 1973, como en la que siguió al proceso de recuperación de la democracia.
Desde 1994 y hasta su muerte desempeñó el cargo de ministro de Minería a pedido del presidente Eduardo Frei Ruiz-Tagle.

## Primeros años
Estudió en el Instituto Nacional General José Miguel Carrera y en el Liceo Valentín Letelier de Santiago, para posteriormente titularse de abogado en la Universidad de Chile. Realizó posgrados en España, concretamente en Salamanca y Madrid.
Durante el Gobierno de Salvador Allende presidió el Partido Federado de la Unidad Popular, que apoyó al presidente socialista.
Se desempeñó como profesor universitario entre 1961 y 1973 en la Escuela de Contadores de la Facultad de Economía de la Universidad de Chile y desde 1988 en las escuelas de derecho y periodismo de la Universidad La República.
Fue funcionario de la estatal Corporación de Fomento de la Producción (Corfo) durante 16 años, director fundador de la Industria Nacional del Cemento (Inacesa) entre 1970-1973 y director de Televisión Nacional de Chile entre 1970 y 1971.

## Gobiernos de Pinochet, Aylwin y Frei Ruiz-Tagle
Durante la dictadura militar de Pinochet estuvo dos años detenido como prisionero político en el Campo de Concentración de Isla Dawson, el regimiento Buin, donde había cumplido su servicio militar, y los campos de prisioneros de Ritoque y Tres Álamos. En enero de 1975 fue expulsado de Chile y estuvo exiliado por dos años en Israel, y once en Italia y España. En Italia fue consultor del Ente Nazionale Idrocarburi (ENI), de Roma, entre marzo de 1977 y agosto de 1978. Volvió a su país en agosto de 1987.
Entre marzo y abril de 1990 fue superintendente de Seguridad Social; y entre 1991 y 1993 jefe de la División de Asistencia Social del Instituto de Normalización Previsional (INP).
Fue miembro del directorio del Metro de Santiago en 1992-1994 y consejero regional de la Región Metropolitana desde abril de 1993.
Como ministro de Minería asumió el 11 de marzo de 1994, fecha desde la cual también se desempeñó como presidente del directorio de Codelco-Chile, Enami, Enap y del Consejo de Cochilco.
En agosto de 1995 fue distinguido con el Premio Nacional de Minería, y en noviembre de ese mismo año fue nombrado, en la ciudad de Caracas, Venezuela, presidente de la Cumbre de Ministros de Minería de Las Américas.
Falleció en su domicilio ocupando el cargo, víctima de un fulminante ataque al corazón.
Sus restos están sepultados en el Cementerio Israelita.
Su última actividad oficial fue en la mina La Disputada de Las Condes, donde había inaugurado el Mes de la Minería en su país.
Masón y miembro de la Quinta Compañía del Cuerpo de Bomberos de Ñuñoa, Bomba Israel, Teplizky era casado con Yunia Barahona desde 1960 y tenía tres hijos: Daniel, Roberto y Cecilia.